# MLI BEPS
Многосторонняя конвенция по имплементации связанных с налоговыми соглашениями мерами для предотвращения BEPS, или Конвенция относительно имплементации мер по предотвращению BEPS, или Многосторонняя конвенция по выполнению мер, относящихся к налоговым соглашениям, в целях противодействия размыванию налоговой/налогооблагаемой базы и выводу прибыли/доходов из-под налогообложения, или Многосторонняя конвенция по противодействию размыванию налогооблагаемой/налоговой базы и выводу доходов/прибыли из-под налогообложения, или Многосторонняя конвенция по реализации в рамках договоров/соглашений о недопущении двойного налогообложения мер противодействия размыванию налоговой базы и выведению доходов из-под налогообложения — международное соглашение по борьбе с уклонением от налогов в рамках проекта BEPS. Подписана 24 июня 2017.

## Цели MLI
BEPS — острая проблема для стран по всему миру. Многие стратегии BEPS используют пробелы и несоответствия в налоговых правилах разных стран, включая злоупотребление двусторонними налоговыми соглашениями, заключенными между двумя странами. Таким образом, борьба с нарушениями СОИДН является важной частью проекта BEPS.
План действий BEPS, инициированный ОЭСР / G20, содержит рекомендации, которые могут быть реализованы только путем внесения изменений в соглашения об избежании двойного налогообложения, включая следующие:
Нейтрализация последствий гибридных договоренностей о несоответствии, имеющих договорный аспект (Действие 2);
Предотвращение предоставления налоговых льгот в ненадлежащих обстоятельствах (Действие 6);
Предотвращение искусственного отказа от статуса постоянного представительства (Действие 7);
Обеспечение улучшенных механизмов для эффективного разрешения споров (Действие 14).
MLI, разработанный ОЭСР и одобренный Группой двадцати, предлагает правительствам конкретные решения для устранения пробелов в существующих международных налоговых правилах путем переноса результатов проекта BEPS ОЭСР / Группы двадцати в двусторонние налоговые соглашения по всему миру.
MLI изменяет применение тысяч двусторонних налоговых соглашений, заключенных для устранения двойного налогообложения, не создавая возможности для двойного неналогообложения или неполного налогообложения посредством уклонения от уплаты налогов.

## Структура MLI
MLI состоит из следующих частей:
Преамбула
Часть I. Объем и толкование терминов (статьи 1 и 2);
Часть II — Гибридные несовпадения (статьи с 3 по 5);
Часть III — Злоупотребление договором (статьи 6-11);
Часть IV — Уклонение от статуса постоянного представительства (статьи 12-15);
Часть V — Улучшение разрешения споров (статьи 16 и 17);
Часть VI — Арбитраж (статьи 18-26);
Часть VII — Заключительные положения (статьи 27-39)

## Функции Многосторонней конвенции
Конвенция призвана укрепить существующие налоговые соглашения, заключенные между ее сторонами, без необходимости обременительных и длительных двусторонних переговоров.
Договорные меры, включенные в Конвенцию, включают меры в отношении гибридных механизмов несоответствия, нарушения договора и постоянного представительства. Конвенция также усиливает положения по разрешению споров по договорам, в том числе посредством обязательного арбитража, который по состоянию на 7 июня 2017 года был принят 28 подписавшими сторонами.

## Применение MLI юрисдикциями
Признавая различия в национальных экономических интересах и налоговой политике, составители проекта предусматривают гибкость MLI, чтобы каждая договаривающаяся юрисдикция могла делать выбор из альтернативных положений.
Во время подписания Конвенции подписывающая сторона должна предоставить Генеральному секретарю ОЭСР (депозитарию) предварительный список СОИДН, который она хотела бы изменить или дополнить, используя MLI. Предварительный список может быть изменен до тех пор, пока он не будет подтвержден на дату ратификации MLI. То есть дата сдачи на хранение подписавшейся стороной Депозитарию ратификации документа, принятия или одобрения.
Положение СОИДН, будет изменено положением MLI только в том случае, если обе договаривающиеся стороны сделали одинаковый выбор и уведомили Депозитарий в отношении этого положения MLI.
Конвенция изменяет налоговые соглашения между двумя или более Сторонами Конвенции. MLI не будет функционировать так же, как протокол о внесении поправок к единому существующему налоговому соглашению, который напрямую изменяет тексты налогового соглашения; вместо этого он будет применяться вместе с существующими налоговыми соглашениями, изменяя их приложения для реализации мер BEPS.

## Применение MLI в России
На 1 декабря 2020 года Россия завершила внутренние процедуры для введения в силу Многосторонней конвенции (BEPS MLI) для 35 налоговых соглашений: Австралия, Австрия, Бельгия, Великобритания, Дания, Исландия, Индия, Индонезия, Ирландия, Израиль, Канада, Кипр, Катар, Казахстан, Латвия, Литва, Люксембург, Мальта, Нидерланды, Новая Зеландия, Норвегия, ОАЭ, Польша, Португалия, Сербия, Сингапур, Словакия, Словения, Саудовская Аравия, Украина, Финляндия, Франция, Чехия, Южная Корея.
По каждому соглашению Россия отправила в ОЭСР уведомление о завершении внутренних процедур по подготовке к вступлению в действие Конвенции MLI. Уведомление потребовалось, поскольку РФ сделала оговорку о том, что она должна сначала сдать такие уведомления на хранение для вступления Конвенции MLI в силу.

## Список стран подписавших MLI
Государство / юрисдикция становится подписавшей стороной после подписания Многосторонней конвенции.
По состоянию на 30 ноября 2021 года конвенцию подписали 94 юрисдикции:
- Албания
- Андорра
- Аргентина
- Армения
- Австралия
- Австрия
- Бахрейн
- Барбадос
- Белиз
- Бельгия
- Болгария
- Босния и Герцеговина
- Буркина-Фасо
- Камерун
- Канада
- Чили
- Китай
- Колумбия
- Коста-Рика
- Кот-д’Ивуар
- Хорватия
- Кюрасао
- Кипр
- Чехия
- Дания
- Египет
- Эстония
- Фиджи
- Финляндия
- Франция
- Габон
- Грузия
- Германия
- Греция
- Гернси
- Гонконг
- Венгрия
- Исландия
- Индия
- Индонезия
- Ирландия
- Остров Мэн
- Израиль
- Италия
- Ямайка
- Япония
- Джерси
- Иордания
- Казахстан
- Кения
- Республика Корея
- Кувейт
- Латвия
- Лихтенштейн
- Литва
- Люксембург
- Малайзия
- Мальта
- Маврикий
- Мексика
- Монако
- Марокко
- Намибия
- Нидерланды
- Новая Зеландия
- Норвегия
- Нигерия
- Северная Македония
- Оман
- Пакистан
- Панама
- Папуа — Новая Гвинея
- Перу
- Польша
- Португалия
- Румыния
- Россия
- Сан-Марино
- Саудовская Аравия
- Сенегал
- Сербия
- Сейшельские Острова
- Сингапур
- Словакия
- Словения
- ЮАР
- Испания
- Швеция
- Швейцария
- Тунис
- Турция
- Украина
- ОАЭ
- Великобритания
- Уругвай

## Список стран ратифицировавших MLI
Подписавшая сторона становится стороной Конвенции после того, как Подписавшая сторона сдаст на хранение Генеральному секретарю OECE (депозитарию) документ о ратификации, принятии или одобрении.
- Албания
- Андорра
- Австралия
- Австрия
- Барбадос
- Бельгия
- Босния и Герцеговина
- Буркина-Фасо
- Канада
- Чили
- Коста-Рика
- Хорватия
- Кюрасао
- Кипр
- Чехия
- Дания
- Египет
- Эстония
- Финляндия
- Франция
- Грузия
- Германия
- Греция
- Гернси
- Венгрия
- Исландия
- Индия
- Индонезия
- Ирландия
- Остров Мэн
- Израиль
- Япония
- Джерси
- Иордания
- Казахстан
- Республика Корея
- Латвия
- Лихтенштейн
- Литва
- Люксембург
- Малайзия
- Мальта
- Маврикий
- Монако
- Нидерланды
- Новая Зеландия
- Норвегия
- Оман
- Пакистан
- Панама
- Польша
- Португалия
- Катар
- Россия
- Румыния (одобрила ратификацию)
- Сан-Марино
- Саудовская Аравия
- Сейшельские Острова (одобрили ратификацию)
- Сербия
- Сингапур
- Словакия
- Словения
- Испания
- Швеция
- Швейцария
- Украина
- ОАЭ
- Великобритания
- Уругвай